# Stadion Strahov
Stadion Strahov je stadion u Pragu, u Češkoj. Nalazi se u četvrti Strahov, na brdu Petřín odakle se pruža pogled na staru gradsku jezgru. Pristup stadionu moguć je jednom od autobusnih linija kao i petřínskom uspinjačom. 
Po svom kapacitetu od 220.000 gledatelja najveći je stadion u svijetu i drugi najveći športski objekt u svijetu, nakon Indianapolis Motor Speedwaya. Veličina igrališta je 63.500 četvornih metara, a ono je sa svih strana okruženo gledalištem. Igralište se sastoji od osam nogometnih terena, od kojih dva služe za mali nogomet.
Danas se više ne koristi za športske događaje, ali na njegovu prostoru trenira praška Sparta. Osim Spartinih treninga stadion je često domaćin i raznim koncertima.

## Povijest
1926. bio je izgrađen drveni stadion kojemu su 1932. izgrađene betonske tribine. Dvije sljedeće rekonstrukcije dogodile su se 1948. i 1975.
Stadion je najpoznatiji po Spartakijadama koje su se na njemu održavale za vrijeme komunističke vlasti. Prije dolaska komunista na vlast redovito su se održavale gimnastičke igre Sokol, koje je nova vlast nakon Drugog svjetskog rata zamijenila Spartakijadom.
Sredinom 1960-ih godina na stadionu su se održavale i mototrke.
Od 1990. stadion se uglavnom koristi za koncerte.

## Održani koncerti
- The Rolling Stones - 18. kolovoza 1990. (100.000 posjetitelja) i 5. kolovoza 1995. (127.000 gledatelja)
- Guns N' Roses - 20. svibnja 1992. (60.000 posjetitelja)
- Bon Jovi - 4. rujna 1993.
- Aerosmith - 27. svibnja 1994.
- Pink Floyd - 7. rujna 1995. - (službeno 110.000 gledatelja)
- Bratři Nedvědové - 21. lipnja 1996. (60.000 posjetitelja)
- U2 - 14. kolovoza 1997. - (80.000 - 90.000 posjetitelja, drugi najposjećeniji koncert turneje)
- AC/DC i Rammstein - 12. lipnja 2001. - (25.000 posjetitelja)
- Ozzfest - 30. svibnja 2002. - (30.000 posjetitelja)
- George Michael - 2. lipnja 2007.